# Pop Redemption
Pour plus de détails, voir Fiche technique et Distribution.
Pop Redemption est une comédie française écrite et réalisée par Martin Le Gall, sortie en 2013.

## Synopsis
En route pour le concert de sa vie, au Hellfest, un groupe de black metal, dénommé les Dead MaKabés, dont trois membres sur quatre veulent arrêter à cause d'une subite crise de la trentaine, se retrouve traqué par la gendarmerie nationale, à la suite d'un accident ayant dégénéré en homicide involontaire avec délit de fuite, et doit se faire passer pour un groupe de flower pop, All You Need Is Love, programmé au festival de la fraise, dans la petite bourgade de Saint-Peperac , à 400 kilomètres du Hellfest.

## Fiche technique
- Titre original : Pop Redemption
- Réalisation : Martin Le Gall
- Scénario : Mark Eacersall et Martin Le Gall avec la collaboration d'Alexandre Astier
- Adaptation et dialogues : Mark Eacersall
- Décors : Paul Chapelle
- Costumes : Chattoune et Fab
- Photographie : Fred Nony
- Son : Eddy Laurent, Charles Ferré
- Montage : Christophe Pinel et Nicolas Lossec
- Musique : Franck Lebon
- Production : Philippe Braunstein, Axel Guyot et Léonard Glowinski
- Sociétés de production : Les Films d'Avalon et 22H22
- Budget : 3,9 millions d'euros
- Société de distribution : Gaumont
- Pays d'origine :  France
- Langue originale : français
- Format : couleur
- Genre : comédie
- Durée : 94 minutes
- Dates de sortie :
  -  France : 5 juin 2013

## Distribution
- Julien Doré : Alex (chant)
- Jonathan Cohen : Pascal (batterie)
- Grégory Gadebois : JP (basse)
- Yacine Belhousse : Erik (guitare)
- Audrey Fleurot : Martine Georges
- Alexandre Astier : le chef de la SR
- Délia Espinat-Dief : Julia Georges
- Christophe Kourotchkine : le commandant Riquenbaquet
- Magali Miniac : Michèle
- Arsène Mosca : le patron du Star club
- Frédéric Boismoreau : gendarme de la SR
- Fiona Chauvin : l'organisatrice du Hellfest
- Jim Rowe : Dozzy Cooper
- Steeve Petit  (Zuul FX) : le directeur du Hellfest

## Bande originale
Éditée par Gaumont, la bande son du film contient des titres de Basquiat's Black Kingdom, The Beau Brummels, The Dandy Warhols, Dead MaKabés, Franck Lebon, Graveyard, GUSH, Les Innocents, Melechesh, Odeurs, Sébastien Tellier, William & Guillaume Bungalow et Zuul FX.

## Production

### Tournage
Quelques scènes du film ont été tournées lors de l'édition 2012 du festival de metal Hellfest Open Air, où les Dead MaKabés jouent live devant environ 2 000 personnes, sur une des mainstages (scènes principales), après la prestation de Guns N' Roses,,. Steeve « Zuul » Petit, membre du groupe Zuul FX, a guidé musicalement les acteurs du film.

Un coléoptère visible dans le film provient de la collection de l'insectarium de Lizio,.

### Inspiration
Le réalisateur révèle s'être inspiré d'une campagne de pub nommé « Londres au rabais » d'Eurostar parodiant des groupes de musiques comme par exemple les Beatles,.

## Sortie et réception
Le film sort le 5 juin 2013 et est rapidement considéré comme un échec commercial, ne réunissant que 56 964 spectateurs la première semaine, puis 25 652 la seconde semaine. Sur les 219 salles projetant le film, moins d'une vingtaine le gardent pour une troisième semaine de projection. Au total, le film aura réuni 84 215 entrées lors des deux premières semaines d'exploitation,.